# カザン聖堂
カザン聖堂（カザン大聖堂、カザン寺院、Каза́нский кафедра́льный собо́р）は、ロシア、サンクトペテルブルクにある正教会（ロシア正教会）の大聖堂。
なお、ロシア正教会の大聖堂には、複数の同名の聖堂が存在する。これらの聖堂は、ロシア正教会においてもっとも重要視されるイコンのひとつ、「カザンの生神女」に由来する。カザン聖堂の主要なものとして本項で詳述するサンクトペテルブルクのカザン聖堂とモスクワのカザン聖堂（Kazan Cathedral, Moscow）がよく知られており、他にはイルクーツクのカザン大聖堂（Казанская церковь）などがある。

## 概要・歴史

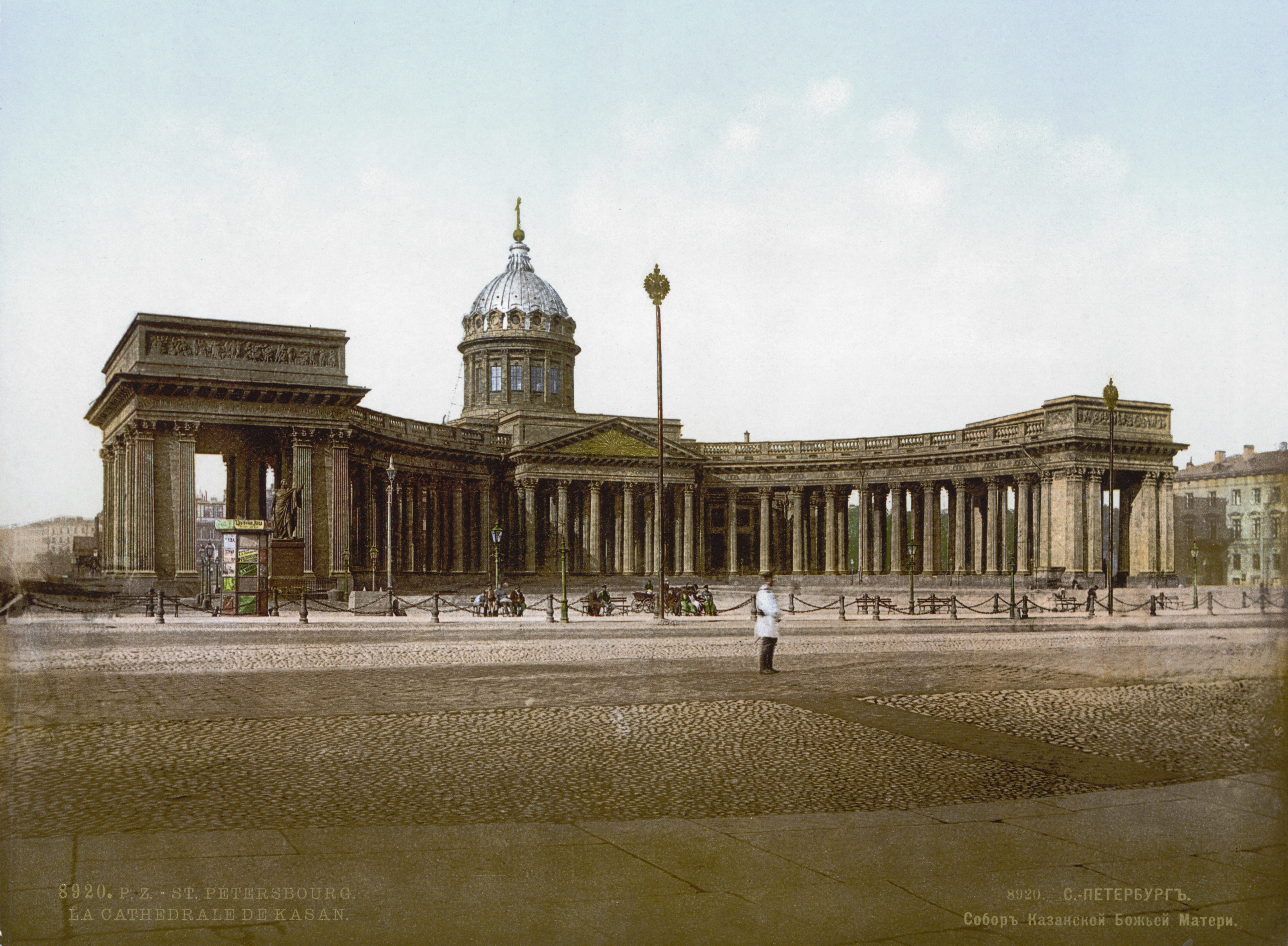
カザン聖堂古写真

サンクトペテルブルクのカザン聖堂は、アンドレイ・ヴォロニーヒンの設計による。ヴォロニーヒンは、聖堂建築に当たって、ローマのサン・ピエトロ大聖堂を手本に設計した。カザン聖堂は、ペテルブルクの目抜き通りであるネフスキー大通りに面して立っているが、美術史家の一部には、皇帝パーヴェル1世は、ネフスキー大通りの反対側に建立しようとしたと主張するものもいる。ヴォロニーヒンの設計した新古典主義の聖堂に対して、当初、ロシア正教会側は、ローマ・カトリックの総本山たるサン・ピエトロ大聖堂の模倣であると拒んだが、宮廷によってヴォロニーヒンの設計プランは支持された。1801年に着工、1811年に完成した。

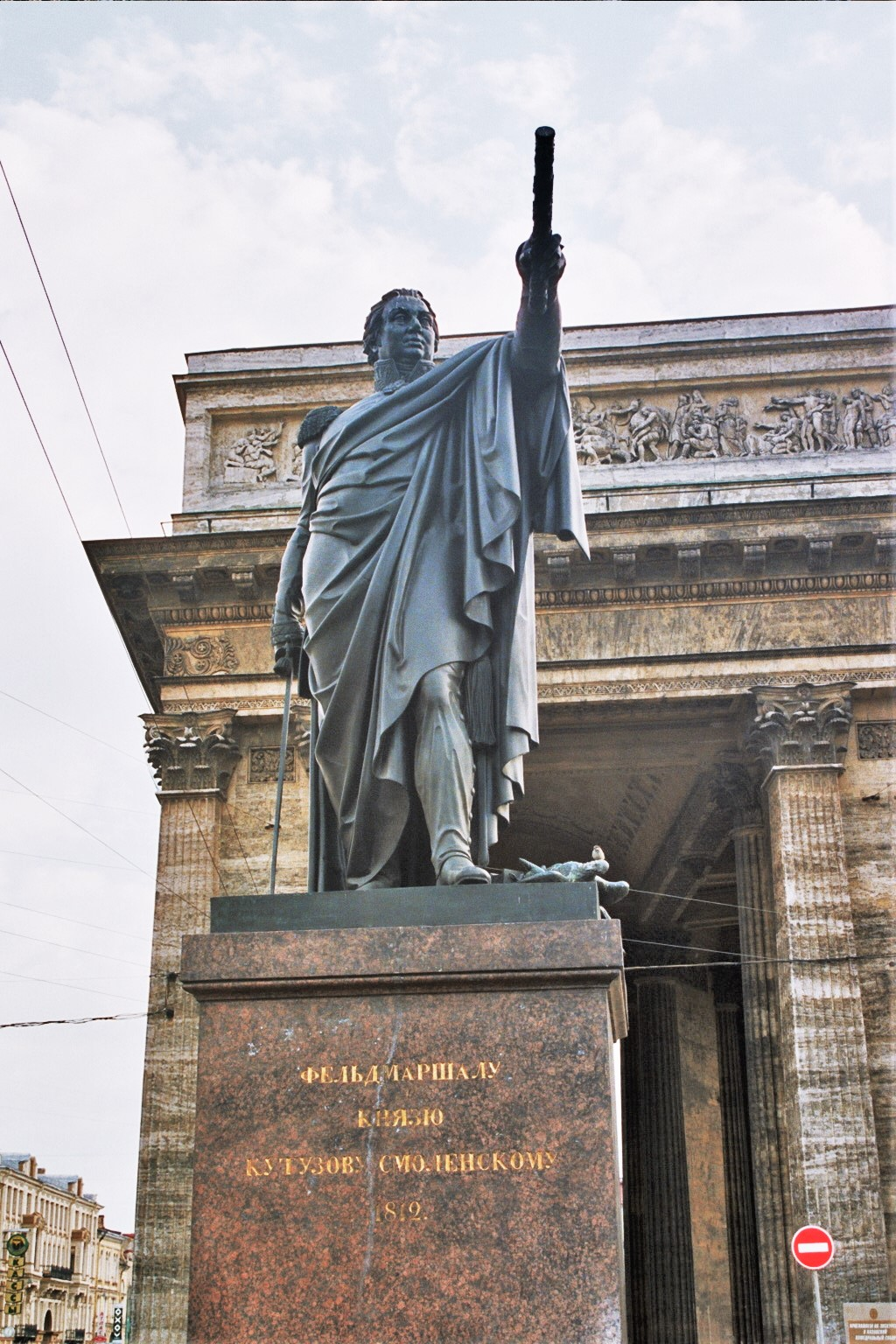
クトゥーゾフ元帥の像

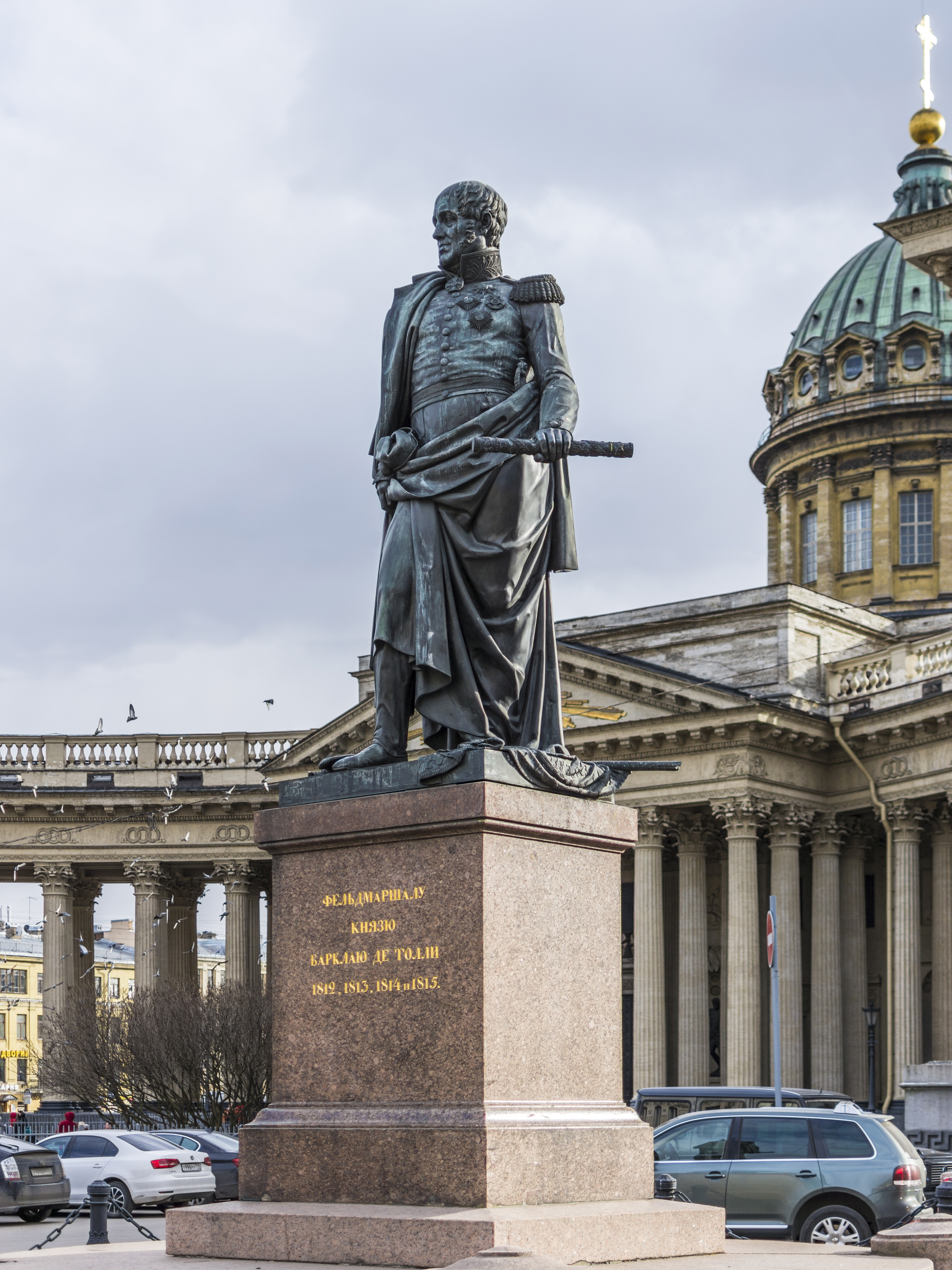
バルクライ・ド・トーリ元帥の像

1812年ナポレオン・ボナパルトによるロシア侵略（ロシアでは祖国戦争）に対する勝利によってカザン聖堂は戦勝記念の建築となった。ロシア軍総司令官ミハイル・クトゥーゾフは死後、同聖堂に安置され、クトゥーゾフの墓には、アレクサンドル・プーシキンの詩が献呈された。1815年ヨーロッパに派遣されたロシア軍将兵が帰国し、鹵獲品である17都市、8要塞の城市の鍵を聖堂に収めた。1837年ボリス・オルロフスキー Boris Orlovskyによって、聖堂の両翼端にクトゥーゾフ、バルクライ・ド・トーリ両元帥の青銅像が建造された。
1876年カザン聖堂の前でロシア史上最初のデモ Kazan demonstrationが発生する。その後、1917年ロシア革命後、聖堂はボリシェヴィキによって閉鎖された。1932年ソビエト政府によって無神論博物館とされた。ソビエト連邦の崩壊後の1996年ロシア正教会に正式に返還され、現在では、サンクトペテルブルクのロシア正教会の首座教会である。

## 建築
カザン聖堂の概観上の特色は、ネフスキー大通りに面して半円状に弧を描くコリント式列柱の回廊である。聖堂はラテン十字形のプランであり、当初予定案では、南側にも列柱による半弧回廊が建設されるはずであった。ドームの建設に当たりヴォロニーヒンは、採光用の天窓を設置し外側ドームの天井画が自然光によって浮き上がるように演出した。

## 関連事項
- カザンの生神女 Our Lady of Kazan
- モスクワ・カザン聖堂 Kazan Cathedral, Moscow
- 聖イサアク大聖堂
- 至聖三者大聖堂 (サンクトペテルブルク)

座標: 北緯59度56分03秒 東経30度19分29秒 / 北緯59.934228度 東経30.324594度